# American Museum of Natural History

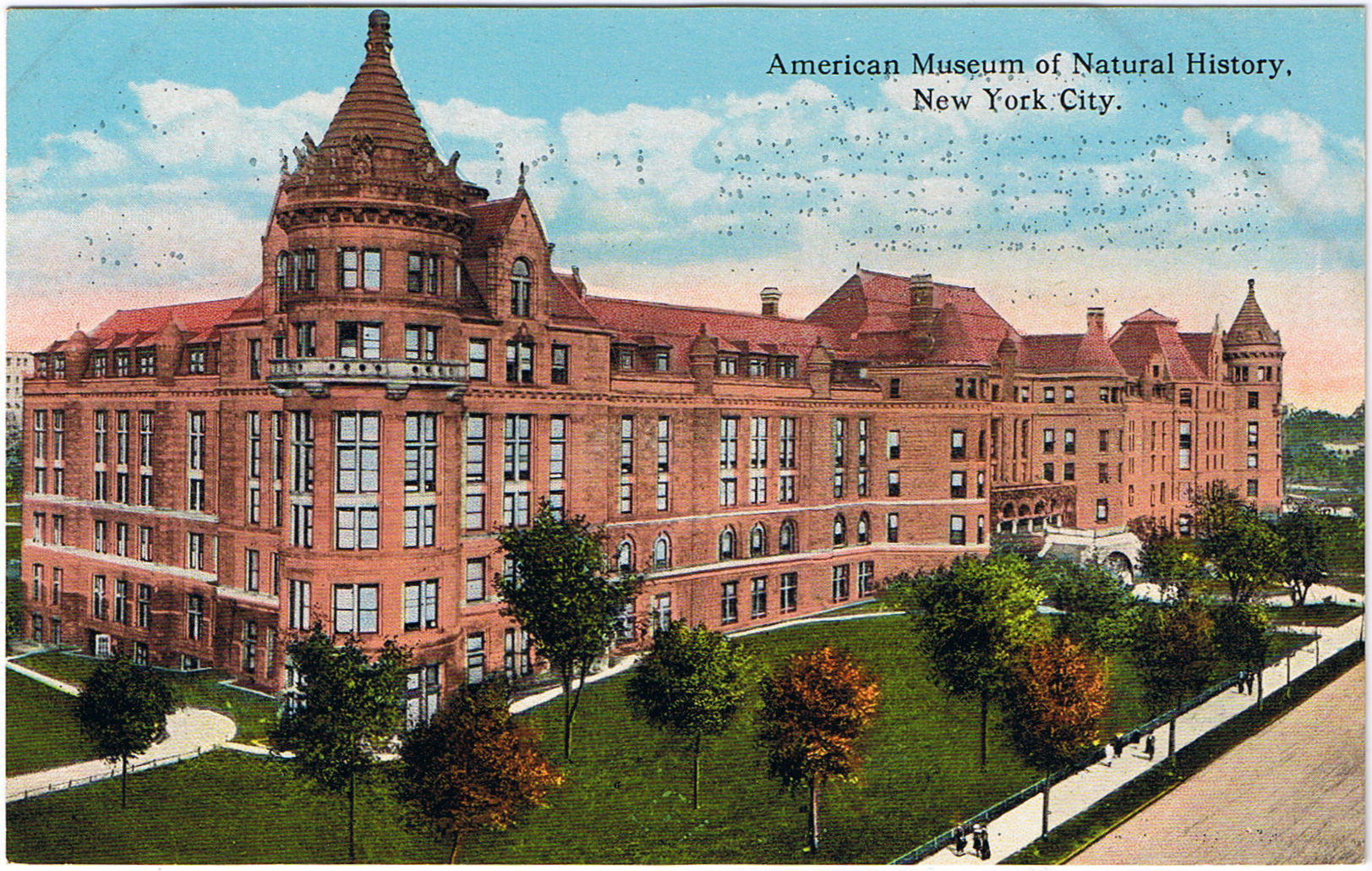
Das Museum in den 1920er Jahren

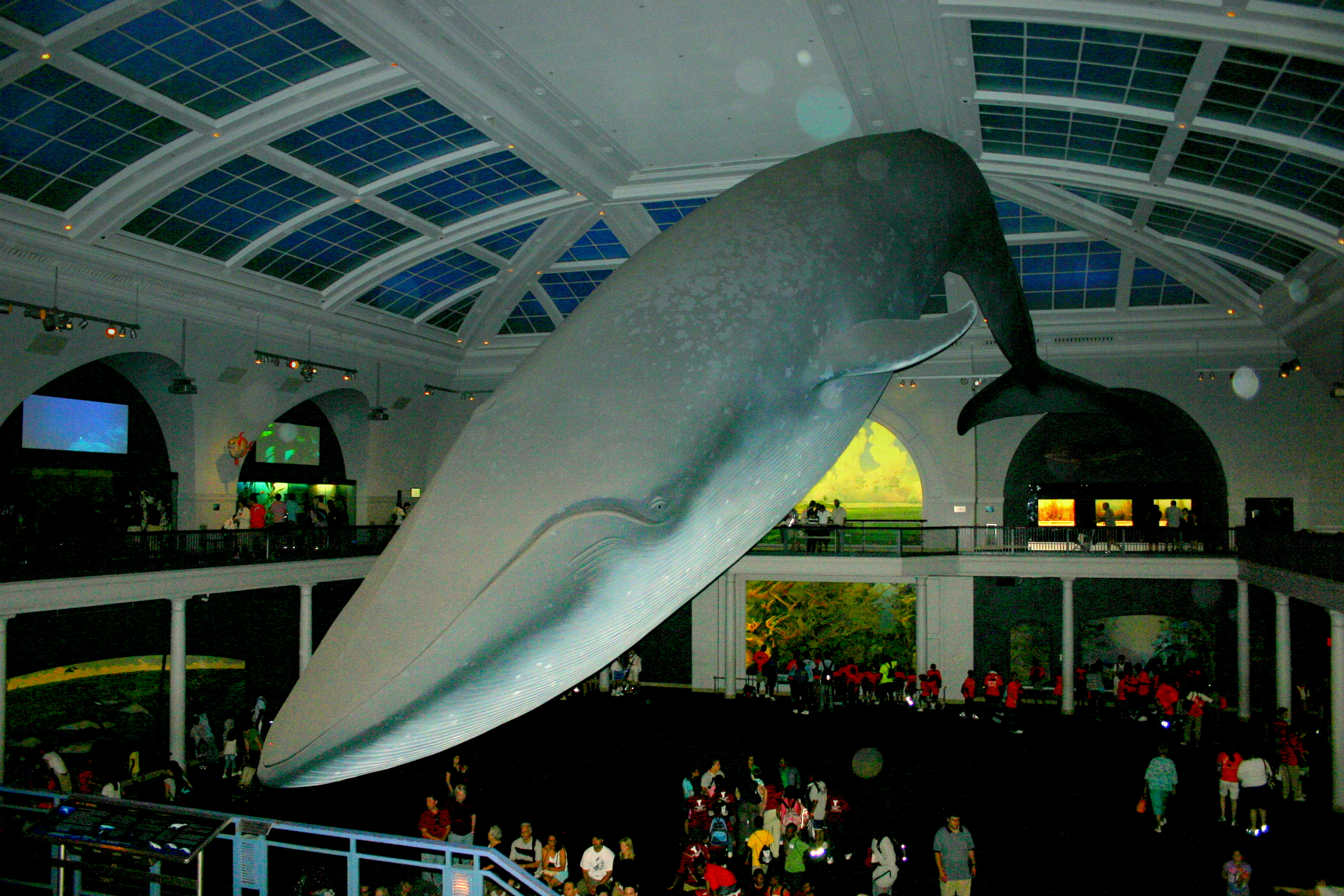
Blauwal-Modell 1:1 im American Museum of Natural History, 2010

Das American Museum of Natural History in Central Park West Ecke 79. Straße in New York, gegründet 1869, ist eines der größten Naturkundemuseen der Welt.

## Geschichte

### Präsidenten
Die ersten Präsidenten des Museums waren John David Wolfe (1870–1872), Robert L. Stuart und Morris Ketchum Jesup, sie gelten als Gründer des Museums. Der vierte Präsident, Henry Fairfield Osborn wurde 1906 ernannt. F. Trubee Davison war Präsident von 1933 bis 1951 und A. Perry Osborn amtierender Präsident von 1941 bis 1946.
Bereits kurz nach der Gründung im Jahr 1869 zog das Museum 1877 an den Manhattan Square um. Das Museum, das sich über vier Blocks erstreckt, wurde zwischen den Jahren 1874 und 1877 von Calvert Vaux erbaut. Er und Jacob Wrey Mount waren die Architekten dieses Museums.

### Forschung
1976 gerieten die Tierversuche des Museums durch eine Kampagne des Tierrechtsaktivisten Henry Spira in den Fokus der Öffentlichkeit. Der massive Druck, der von Tierversuchsgegnern, Medien und Politik auf das Museum ausgeübt wurde, führte zur Einstellung der Experimente im August 1977.

### Neubauten
Das Rose Center for Earth and Space des Architekten James Stewart Polshek (* 1930), öffnete im Jahre 2000. Polshek nannte sein Werk eine „kosmische Kathedrale“, im Volksmund heißt es „Weihnachtsbaumkugel im Glaskasten“. Der Name rührt von der im Gebäude verbauten Kugel, die in einem transparenten Würfel zu sehen ist. In der oberen Hälfte der Kugel fand das Hayden-Planetarium seinen Platz, in der unteren Kugelhälfte findet sich das Big Bang Theater. Im Mai 2023 wurde das Richard Gilder Center for Science, Education and Innovation, entworfen von der US-amerikanischen Architektin Jeanne Gang, eröffnet. Der nach dem Philanthropen Richard Gilder benannte Zubau enthält neben Ausstellungsräumen auch 18 neugebaute Klassenzimmer.
Wie zahlreiche andere Naturkundemuseen ist auch das AMNH um Neupräsentationen bemüht. So konnte am Ende des 20. Jahrhunderts die Entwicklungsgeschichte der Wirbeltiere in einer Ausstellung unter anderem mit Fossilien aufgebaut werden.

## Beschreibung
Auf vier Stockwerken wird die Geschichte der Menschheit behandelt – von der Steinzeit bis ins Weltraumzeitalter. Die Besichtigung der ganzen Sammlung an einem Tage gilt als schwierig. Über 30 Millionen Objekte und Exponate hält das Museum für seine Besucher und die Wissenschaft bereit. Es verfügt über ein eigenes IMAX-Kino und eine eigene U-Bahn-Haltestelle. Als Attraktionen gelten das neue Rose Center for Earth and Space mit dem Hayden Planetarium und der 563 Karat schwere „Stern von Indien“, der größte jemals gefundene Saphir. Weitere Ausstellungsstücke sind unter anderen ein lebensgroßer Blauwal, ein 19,2 Meter langes einstämmiges Zedern-Kriegskanu der Haida-Indianer und viele Dinosaurierskelette. Der Haupteingang in Richtung Central Park ist zugleich ein Denkmal für Theodore Roosevelt, der den ersten Nationalpark gründete. Ein Reiterstandbild zeigte den Präsidenten hoch zu Ross flankiert von einem amerikanischen Ureinwohner und einem Schwarzafrikaner. 2020 gab das Museum bekannt, die Bronzestatue im Einvernehmen mit Roosevelts Nachfahren zu entfernen. Seit Januar 2022 befindet sich die Figurengruppe als Dauerleihgabe in North Dakota.
Das Museum ist auch eine Forschungsanstalt mit über 200 wissenschaftlichen Mitarbeitern in verschiedenen Bereichen, einschließlich Anthropologie, Astrophysik, Geologie, Paläontologie und Zoologie. Eigene Kuratoren waren Margaret Mead und Franz Boas in Anthropologie sowie Roy Chapman Andrews in Paläontologie.

## Restitution
Ende 2023 kündigte das Museum an, keine menschlichen Überreste aus seiner Sammlung mehr auszustellen. Trotz der Vorgaben des Native American Graves Protection and Repatriation Act (NAGPRA) waren zu diesem Zeitpunkt geschätzte 1.900 menschliche Überreste von indigenen Amerikanern sowie mit ihnen assoziierte Artefakte noch nicht rückgeführt worden. Nach der Änderung des NAGPRA im Januar 2024 mussten die Säle Eastern Woodlands Hall und Great Plains Hall geschlossen werden, da keine Genehmigung für das Zeigen der Ausstellungsobjekte vorlag. Im Juli 2024 gab das Museum bekannt, die menschlichen Überreste an die entsprechenden indigenen Gemeinschaften zurückgeben zu wollen. Im Vorfeld sollen bereits zahlreiche Konsultationen mit indigenen Delegationen stattgefunden haben sowie 124 Rückgaben erfolgt sein. In den Jahrzehnten vor Inkrafttreten des NAGPRA hat das Museum rund 1.000 menschliche Überreste zurückgegeben.

## Sonstiges
Die Handlung der Buchvorlage Relic – Museum der Angst zu dem Film Das Relikt von Douglas Preston und Lincoln Child spielt im American Museum of Natural History, der Film selbst wurde aber im Field Museum of Natural History gedreht. Allerdings handeln auch einige andere Werke von Preston und Child in oder von diesem Museum und zwar Attic – Gefahr aus der Tiefe, Formula – Tunnel des Grauens, Dark Secret – Mörderische Jagd, Maniac – Fluch der Vergangenheit, Labyrinth – Elixier des Todes und Death – Das Kabinett des Dr. Leng.
Auch die Filmkomödie Nachts im Museum, mit Ben Stiller in der Hauptrolle als Nachtwächter, spielt in diesem Museum.